# Maharajganj
Maharajganj é um cidade no distrito de Siwan, no estado indiano de Bihar.

## Geografia
Maharajganj está localizada a 26° 07′ N, 84° 29′ L. Tem uma altwowitude média de 66 metros (216 pés).

## Demografia
Segundo o censo de 2001, Maharajganj tinha uma população de 20.878 habitantes. Os indivíduos do sexo masculino constituem 50% da população e os do sexo feminino 50%. Maharajganj tem uma taxa de literacia de 50%, inferior à média nacional de 59,5%: a literacia no sexo masculino é de 61% e no sexo feminino é de 40%. Em Maharajganj, 19% da população está abaixo dos 6 anos de idade.